# Donje Vratno
Donje Vratno es una localidad de Croacia, ubicada en el municipio de Petrijanec, condado de Varaždin.

## Geografía
Se encuentra a una altitud de 191 m s. n. m. a 104 km de la capital nacional, Zagreb.

## Demografía
En el censo 2011, el total de población de la localidad fue de 395 habitantes.
| Gráfica de población de Donje Vratno 1857-2011                      |
|                                                                     |
| Según los censos de población de la oficina estadística de Croacia. |